# Haloxylon
Haloxylon es un género de plantas herbáceas perteneciente a la familia Amaranthaceae. Comprende 25 especies descritas y de estas, solo 7 aceptadas. Es originario de Asia Central.

## Descripción
Son árboles pequeños o arbustos con ramas, tallos articulados, frágiles y hojas opuestas reducidas u obsoletas. Las flores nacen en ramas cortas en la parte inferior de las ramas más viejas,  con un par de bractéolas ± membranosas, solitarias en las axilas de las brácteas. Segmentos del perianto membranosos, libres, con mechones de pelos basales,  desarrollando alas en las frutas; estambres 5. Ovario con 2-5 muy cortos, ± estigmas sésiles, semillas horizontales, con embrión espiral.

## Taxonomía
El género fue descrito por Alexander von Bunge y publicado en Botanical Journal of the Linnean Society 75(4): 366. 1977[1978]. La especie tipo es: Haloxylon ammodendron (C.A.Mey.) Bunge ex Fenzl
Etimología
Haloxylon: nombre genérico que deriva de las palabras griegas  ἅλς  (halo) = "salino" y  (xylon) = "árbol" lo que significa "árbol de la sal", y se refiere tanto a los lugares de crecimiento a menudo salados, así como la acumulación de sal en las plantas.

## Especies aceptadas
A continuación se brinda un listado de las especies del género Haloxylon aceptadas hasta junio de 2014, ordenadas alfabéticamente. Para cada una se indica el nombre binomial seguido del autor, abreviado según las convenciones y usos.
- Haloxylon ammodendron (C.A.Mey.) Bunge ex Fenzl
- Haloxylon griffithii (Moq.) Boiss.
- Haloxylon negevensis (Iljin & Zohary) Boulos
- Haloxylon persicum Bunge ex Boiss. & Buhse
- Haloxylon salicornicum (Moq.) Bunge ex Boiss. - matojo, tamojo.[3]
- Haloxylon schmittianum Pomel
- Haloxylon scoparium Pomel
- Haloxylon stocksii (Boiss.) Benth. & Hook. f.
- Haloxylon tamariscifolium (L.) Pau - escobilla[3]